# Ponta Preta (Santiago)

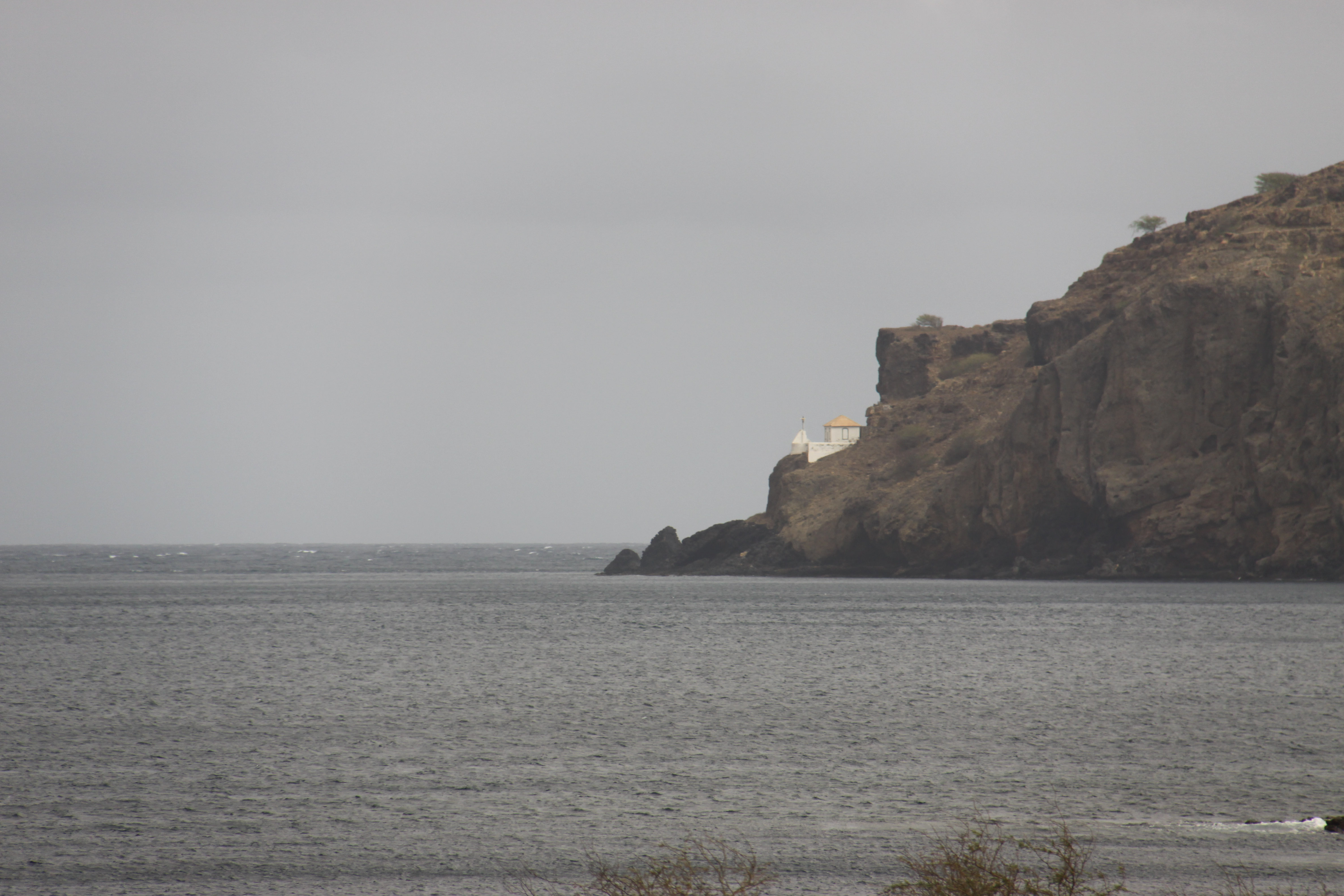
Farol da Ponta Preta

Ponta Preta ist eine Landspitze auf der Insel Santiago im atlantischen Inselstaat Kap Verde. 

## Geographie
Das Kap liegt mit der Ponta de Laje Grande im Westen des Monte Graciosa. Das nächstgelegene Dorf ist Tarrafal mit der Baía de Tarrafal. Die nächstgelegenen Kaps sind Ponta da Fazenda im Norden und Ponta do Atum im Süden. Am Kap steht der Farol da Ponta Preta. Seine Feuerhöhe ist 34 m und seine Reichweite beträgt 8 nmi. Er steht 3 km nordwestlich von Tarrafal und markiert das Nordwest-Ende der Baía de Tarrafal.